# Jaime da Fonseca Monteiro
Jaime da Fonseca Monteiro GCC • GOA • GCA (1870 — 1938) foi um oficial da Marinha de Guerra Portuguesa que exerceu as funções de Ministro dos Negócios Estrangeiros do 6.º governo da Ditadura Nacional, em funções no período de 11 de setembro de 1929 a 21 de janeiro de 1930.
A 11 de Março de 1919 foi feito Comendador da Ordem Militar de São Bento de Avis, a 5 de Outubro de 1928 foi elevado a Grande-Oficial da mesma Ordem e a 5 de Outubro de 1929 foi agraciado com a Grã-Cruz da Ordem Militar de Nosso Senhor Jesus Cristo.